# Szegedi Ifjúsági Napok
A Szegedi Ifjúsági Napok (rövidítve: SZIN, 1964 és 1968 között Szegedi Ifjúsági Karnevál, ritkábban angolul: Youth Days of Szeged) Magyarország és egyben Kelet-Magyarország legrégibb fesztiválja, amit Szegeden rendeznek meg 1968 óta minden év augusztusában. 2018-ban és 2019-ben is Az év nagyfesztiválja kategória győztese volt a Koncert.hu-n.  Napjainkban a város központjában található Partfürdő és Kemping ad helyet az eseménynek. Az évtizedek során számos szervezője volt a fesztiválnak. A fesztivál jelenlegi igazgatója Kolonics Erika.

## Története

### A Szegedi Ifjúsági Karnevál és a KISZ korszak (1964/68-1989)
A fesztivál egyik legkorábbi változatát először 1964-ben tartották meg, akkor még Szegedi Ifjúsági Karnevál név alatt. Kezdetben csak a Városháza előtt szervezték meg. A Délmagyarország 1967. július 30-ai száma szerint akkor 4000 fiatal jött le a karnevált megtekinteni. Ebben az évben az Atlantis és a Syrius együttes lépett fel (előbbit Dévényi Tibor konferálta fel). Az esemény 1968 óta viseli a Szegedi Ifjúsági Napok nevet, amikor is a karnevál az egész városon át felvonult és többnapos program lett. Ebben az időszakban a szegedi KISZ bizottság és az Express Ifjúsági és Diák Utazási Iroda szervezésében zajlottak le az események. Ekkoriban a szegedieknek szólt és szegedi előadók léptek fel. A koncertek mellett különböző idegenforgalmi, szabadtéri előadások, egy karnevál és tömegsport események is szerepeltek a programok között. Így olyan hazai művészek léptek fel, mint Nagy Bandó András.  A karneválokon szereplő kocsikkal az akkori szocialista helyzetet próbálták meg kifigurázni.

### A Szurdi-korszak (1990-2002)
A rendszerváltást követően a SZIN tartalma kiürült. Ekkor döntött úgy a Rock Klub személyzete és annak akkori üzemeltetője, Szurdi Zsolt, hogy miképpen lehetne tovább vinni a hagyományt. Ezt követően a Városi Rock Klub szervezte egy évtizedig a fesztivált. Ekkoriban főleg amatőr bandák léptek fel a rendezvényeken, később ismertebb nevek is (pl. Deák Bill Gyula 1997-ben). 1991-ben a Laposon építettek egy színpadot és azon léptek fel az együttesek. Emellett a koncerteknek az egyetem akkori kari és a város más klubjai biztosítottak helyszíneket (pl. SZOTE, JATE klub). A szervezők nem vállalták a fesztivál költségét és inkább a kulimunkára hagyatkozva bonyolították le a teendőket. A zenekarok is saját pénzükön léptek fel. A 90-es években már tízezres nagyságrenddel látogattak a fesztiválra. A 2000-es évek elejére a Rock Klub nem tudta megteremteni a fesztivál szervezésére szükséges anyagi forrásokat, így a SZIN történetének második fejezete zárult le.

### Az újkori SZIN (2003 óta)
2002 őszén, Botka László, Szeged város polgármestere úgy döntött, hogy az önkormányzat segítségével előkészítik az akkori fesztivált. 2003 óta Boros Gyula a főszervezője, aki 2010-ig a fesztivál igazgatója volt. Neki köszönhetően ekkor került át a rendezvény a Napfényfürdőre és vált belépőssé a fesztivál. Első alkalommal 2 színpadon és egy sátorban léptek fel a magyar alternatív együttesek. Később népszerű magyar előadókat (többek között Ákost és a Tankcsapdát) és külföldi előadókat is meghívtak a fesztivál szervezői (pl. 2004-ben a Cure együttest, vagy 2005-ben az Alphaville-t). A 2010-es években az elektronikus zene is elkezdett terjedni a fesztivál területén. Emiatt a szervezők úgy döntöttek, hogy az idősebb generáció zenei ízléseit is szeretnék kiszolgálni. A színpadok mellett kézműves helyszínek, éjszakai mozi (magyar filmekkel főleg) és extrém övezet várta a fiatalokat. 2006-tól kezdve zöldfesztivál jegyében megjelentek a szelektív hulladékgyűjtők és 2008-ban bevezetésre került a repohár (visszaváltható pohár). 2009-ben a szegedi fesztivál elnyerte a Zöld Fesztivál Díjat. 2007-ben a Magna Cum Laude zenekar Színezd Újra című dala volt a fesztivál reklámdala. Az utóbbi időkben a fesztiválra a környező vármegyék (Békés, Csongrád, Hajdú-Bihar vármegye) illetve Budapest mellett többen jöttek a határon túlról is. A 2010-es években lett kialakítva a Civil Falu nevű kezdeményezés, ahol a szegedi társadalmi és civil szervezetek is képviselik magukat az eseményen. Emellett a fesztivál területén a készpénzes fizetés ki van tiltva. Csak bankkártyával, fesztiválkártyával vagy a karszalagban beépített chippel tudnak a fesztiválozók fizetni. 2018-ban került megrendezésre az 50. Szegedi Ifjúsági Napok, fél évszázaddal az elsőt követően. Ez az esemény a jubileum mellett arról is vált híressé, hogy a Majka itt rúgta ki zenésztársát, Curtist a drogproblémáit követően, így a duó ezt követően feloszlott. A 2019-es fesztiválon debütált az Aldi pop-up üzlete is. 2018 és 2019 során a Koncert.hu közönségszavazásán Az év zenei nagyfesztiválja kategória győztese lett a SZIN. 2020 augusztusában a SZIN elmaradt a koronavírus-járvány miatt fennálló kormányrendelet értelmében, ami tiltotta az 500 főt meghaladó kültéri események megtartását. 2021 augusztusában újra megrendezésre került az esemény, akkor már csak védettségi igazolvány felmutatásával lehetett a fesztivál területén tartózkodni. 2022-ben már a régi módon fog lezajlani a fesztivál.
2023-ban a Coca-Cola SZIN nevet vette fel a fesztivál.

A SZIN 2010-es logója

## Helyszínek
A fesztivál helyszínét kezdetben a Belváros adta. A Klauzál, Dugonics téren, illetve a Móra Ferenc Múzeum előtti téren szerveztek koncerteket. A karneválok először a Városháza előtt, majd a Szilléri sugárút és a Felső-Tisza part között voltak lebonyolítva. A Szurdi-korszakban a Lapos és különböző klubhelyiségekben voltak koncertek. 2002 óta a Napfényfürdő területén van a fesztivál.

## Színpadok, sátrak[29]
- Borsodi Nagyszínpad
- BP Nagyszínpad
- CIB Bank Aréna
- SZTE Színpad
- Hajógyár Petőfi Színpad
- Fonó-Világzenei Színpad
- Ballantine's True Music Stage
- Borsodi Malátabár
- Jamec Party
- B.B. Autómobil házibuli
- Riska Longue

## Fellépők
Néhány ismertebb hazai és külföldi fellépő akik felléptek az adott fesztiválokon
Vastagon kiemelve a többször fellépett együttesek

### 2022[30]
- 30Y
- 4S Street
- Alee
- Alle Farben
- Anna and the Barbies
- Aurevoir.
- Azahriah
- Bagossy Brothers Company
- Barabás Lőrincz Live Act
- Belau
- Bëlga
- Besh o droM
- Blahalouisiana
- Bohemian Betyars
- BSW
- ByeAlex and the Sleep
- Carson Coma
- Csaknekedkislány
- Deniz és Orsovai Reni
- Dorogi Péter
- Dzsúdló
- Elefánt
- Esti Kornél
- Fish!
- Follow The Flow
- G.W.M
- Ganxsta Zolee és a Kartel
- Halott Pénz
- Honeybeast
- Horváth Tamás
- Hősök
- Ivan & The Parazol
- Jason Derulo
- Korda György és Balázs Klári
- Krúbi
- Lóci játszik
- Magna Cum Laude
- Majka
- Manuel
- Margaret Island
- Opitz Barbi
- Paddy and the Rats
- Punnany Massif
- Rag’n’Bone Man
- Supernem
- Szabó Balázs Bandája
- T. Danny
- The Biebers
- Tom Grennan
- Vad Fruttik
- VALMAR
- Wellhello

### 2021[31]
- Alvin és a Mókusok
- Ákos
- Beatrice
- Belmondo
- Children of Distance
- Hiperkamra
- Intim Torna Illegál (hivatalos utolsó koncertjük)
- Irie Maffia
- Jetlag
- Kiscsillag
- Kowalsky meg a Vega
- Lazarvs
- Mörk
- Oliver from Earth
- Péterfy Bory & Love Band
- Rúzsa Magdolna
- Soulwave
- Tankcsapda
- Zenevonat Szuperkoncert az LGT sztárjaival

## Támogatók
- MVM
- Borsodi
- CIB Bank
- Coca-Cola
- BP
- Ballentine's
- Beefeater
- Malibu
- Havanna Club
- Evosoft
- Riska
- Continental
- AXE
- FTC
- Yalty
- Finlandia
- SZTE
- BB. Automobile
- Délmagyarország
- Szeged Megyei Jogú Város
- NKA
- Szeged.hu
- Rádió 88
- Szeged TV

## További programok

### Civil Falu
A SZIN egyik programlehetősége az ún. Civil Falu. Ezen a kis helyszínen a fesztiválozó sok a városhoz kapcsolódó civil és társadalmi szervezet munkájával ismerkedhet meg, játékos feladatok, kérdőívek és beszélgetések által. Ezt a Szegedi Ifjúsági Ház Rendezvényközpont szervezi évről évre.

#### A Civil Falu szervezetei 2022-ben
- Aktív Sport és Edukáció Egyesület
- Alternatíva Egyesület
- American Corner Szeged
- Amigos a gyerekekért Alapítvány
- Árboc Egyesület
- CSEMETE Természet- és Környezetvédelmi Egyesület
- Duna-Kőrös-Maros-Tisza Eurorégió Ifjúsági Szövetsége
- Fatima Ház Alapítvány
- Horizont Rehabilitációs Közhasznú Alapítvány
- House of European Affairs and Diplomacy, Szeged
- Igazságügyi Minisztérium Szegedi Áldozatsegítő Központ
- Junior Achievement Magyarország Oktatási, Vállalkozásszervezési Alapítvány
- Keresztpont Egyesület
- Kiút Szenvedélybetegek Gyógyulásáért Közhasznú Alapítvány
- Látássérültek Délalföldi Egyesülete
- Magyar Vöröskereszt Csongrád Megyei Szervezet
- Mathias Corvinus Collegium Alapítvány
- Mátrix Közhasznú Alapítvány
- Mensa HungarIQa Egyesület
- Móra Ferenc Múzeum
- Motiváció Oktatási Egyesület
- Mozgáskorlátozottak Csongrád Megyei Egyesülete
- Nem Adom Fel Alapítvány
- Nemzeti Ifjúsági Tanács Szövetség
- Nemzeti Művelődési Intézet Nonprofit Közhasznú Korlátolt Felelősségű Társaság
- Ópusztaszeri Nemzeti Történeti Emlékpark
- Oxigén Állat- és Környezetvédelmi Alapítvány
- Partiszkon Társadalomkutató Közhasznú Egyesület
- Sclerosis Multiplexes Betegek Csongrád-Csanád Megyei Egyesülete
- Somogyi-Károly Városi és Megyei Könyvtár
- Szeged Megyei Jogú Város Önkormányzat Bölcsődéi és Gyermekjóléti Központja
- Szegedi Kistérség Többcélú Társulása Egyesített Szociális Intézmény Dr. Farkasinszky Terézia Ifjúsági Drogcentrum
- Szegedi Orvostanhallgatók Egyesülete
- Szegedi Vízmű Zrt.
- Szent-Györgyi Albert Agóra
- SZKTT ESZI Család- és Gyermekjóléti Szolgálat
- Talentum Alapítvány az Önkéntesség Támogatásáért
- Várva Várt Alapítvány

## Érdekességek
- 2007-ben Badár Sándor humorista dumarekordot döntött a fesztiválon, amikor 7 és fél órán keresztül tartott stand-up fellépést.
- A fesztivál történetében a három legdrágább külföldi fellépő között szerepel a német Guano Apes és a Morcheeba, illetve a The Cure brit együttesek.
- Szurdi Zsolt 2017. április 17-ei halálát követően az az évi fesztiválon egy színpadot neveztek el róla és emlékére egy koncertet adott elő korábbi együttese, a Gőzerő.[33]
- A 2021-es fesztiválon kint volt többek között Kárász Anna olimpiai bajnok kajakozó[34] az SZTE sátorban és a Pick Szeged 2021-es magyar bajnokcsapata is a Borsodi Nagyszínpadnál.[35]